# Шишаев, Борис Михайлович
Борис Михайлович Шишаев (17 июня 1946 — 27 октября 2010) — поэт и прозаик, член Союза писателей СССР и России.
Автор Собрания сочинений в 7 томах и 14 книг прозы и поэзии, таких как «Ясная осень», «Солнечные поляны», «Миг свидания», «Одинокий свет», «Сквозь травы забвения», «Сердечная боль», «Заступники», «Доля наследства», «С прокурором в оазисе», «Последний побег», «Цепь», «Горечь осины», «Братство жизни», «Птицы быстрокрылые мои». Последний роман — «Время любви». Лауреат литературных премий журналов «Молодая гвардия», «Нева», «Москва», «Наш современник» (трижды), лауреат премии Центрального федерального округа в области литературы и искусства, премии главы администрации Рязанской области, почётный гражданин Касимовского района, кавалер медали ордена «За заслуги перед Отечеством» второй степени, также награждён медалями «За заслуги перед обществом» и «70 лет Рязанской области».

## Биография
Родился 17 июня 1946 года в крестьянской семье. Стихи начал писать в юности. Первые стихи были напечатаны в районной газете в 1962 году. Учился в Рязанском пединституте, в 1965 году оставил его и поступил на отделение поэзии Литературного института им. Горького, которое закончил в 1971 году. Работал в газете, служил в армии, был редактором Рязанского отделения издательства «Московский рабочий», руководил областным литобъединением «Рязания». Первая книга стихов «Ясная осень» вышла в 1977. Через год был принят в Союз писателей СССР. Первая повесть «Шрамы» публиковалась в журнале «Нева», потом была издана отдельной книгой под названием «Сердечная боль».
Почётный гражданин Касимовского района.
Умер скоропостижно 27 октября 2010 года. В последний день работал над книгой для детей. Похоронен на родине — в поселке Сынтул. Здесь проводятся традиционные литературные праздники «Борис Шишаев собирает друзей» и «Зажжён в сердцах целебный свет». На доме писателя установлена мемориальная доска.

## Сочинения
- Ясная осень: Стихи. — М., 1977;
- Солнечные поляны: Стихи. — М., 1982;
- Миг свиданья: Стихи. — М., 1984;
- Сердечная боль: Повесть. — М., 1985;
- Доля наследства: Роман. — М., 1990;
- Последний побег. Сердечная боль: Повести. — Рязань,1993;
- Горечь осины: Роман и повести. — Рязань: Пресса, 2004;
- Собрание сочинений: в 7 т. — Рязань: Русское слово, 2006.